# Celownik kolimatorowy

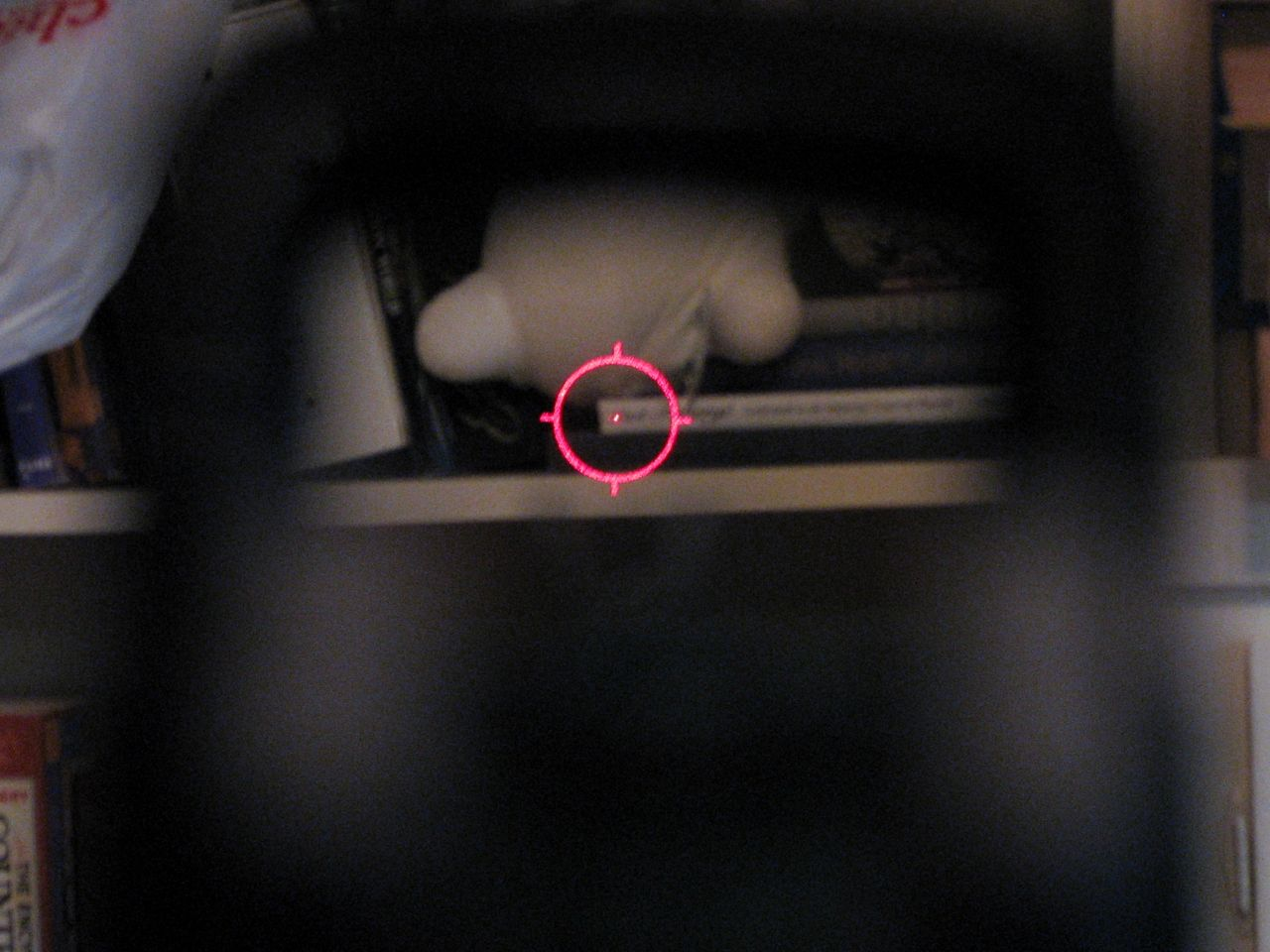
Siatka celownika kolimatorowego (holograficznego) EOTech 512

Celownik kolimatorowy – rodzaj celownika wykorzystującego zjawisko kolimacji, czyli uzyskiwania wiązki światła o niskiej rozbieżności. Pierwszy taki celownik opracował w latach 60. XX w. szwedzki wynalazca N. Ruder. Był to celownik określany obecnie jako nieprzezroczysty celownik kolimatorowy.

## Rodzaje

### Celownik kolimatorowy nieprzezroczysty

U góry: wiązka światła bez kolimacji.
Na dole: po przejściu przez kolimator

Celownik kolimatorowy nieprzezroczysty zbudowany jest z korpusu, wewnątrz którego znajduje się źródło światła (obecnie najczęściej laser półprzewodnikowy) i układ optyczny, który kolimuje wiązkę światła. Wiązka światła jest emitowana równolegle do linii celowania w kierunku oka strzelca. W celownikach nieprzezroczystych celuje się obserwując jednym okiem plamkę światła, a drugim cel. W efekcie strzelec widzi plamkę światła na celu. Taki sposób celowania, choć po pewnym treningu instynktowny i prosty, wymaga pewnej wprawy.

### Celownik kolimatorowy przezroczysty
Tej wady pozbawione są celowniki kolimatorowe przezroczyste. W celownikach tych wiązka światła jest rzutowana nie bezpośrednio do oka strzelca, ale na filtr dichroiczny lub zwierciadło światłodzielące, które kieruje ją w stronę oka. Ponieważ układ emitujący światło jest poniżej linii celowania, strzelec widzi w soczewce obraz celu z nałożonym na niego punktem świetlnym. 
Celowniki kolimatorowe przezroczyste budowane są w dwóch odmianach. W celownikach określanych jako otwarte zadaniem układu optycznego jest wyłącznie skierowanie wiązki światła od źródła do oka. Nie powiększają one obrazu celu, ale mają niewielką masę i w minimalnym stopniu ograniczają pole widzenia strzelającego. W celownikach kolimatorowych zamkniętych poza układem optycznym załamującym wiązkę skolimowanego światła zazwyczaj znajduje się także układ soczewek powiększających obraz celu (najczęściej 3,5 x). Takie celowniki stanowią ogniwo pośrednie pomiędzy celownikiem optycznym a kolimatorowym.

### Celownik holograficzny

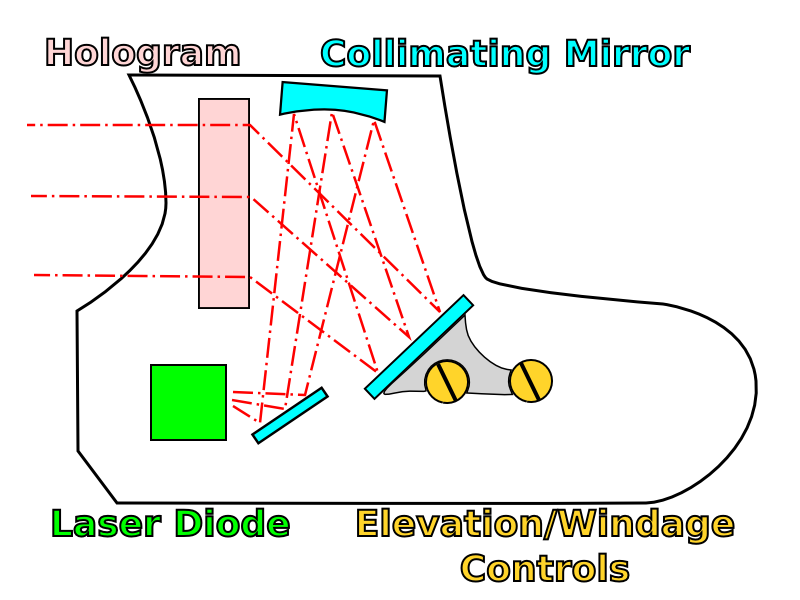
Schemat działania celownika holograficznego

Najnowszą odmianą celowników kolimatorowych są celowniki holograficzne. Mają one wbudowane układy elektroniczne, pozwalające zmieniać jasność siatki celowniczej, a także regulować położenie znaku celowniczego.
Obecnie celowniki kolimatorowe są uważane za optymalny rodzaj celownika w przypadku strzelań na odległości do 200 m. Ponieważ światło emitowane przez celowniki kolimatorowe ma najczęściej kolor czerwony (obecnie często także bursztynowy), w literaturze angielskojęzycznej ten typ celownika jest często określany jako „Red Dot” (czerwony punkt) i często mylony z laserowym wskaźnikiem celu.

## Zalety celownika kolimatorowego
- zwiększenie szybkości i precyzji strzału (brak konieczności zgrywania muszki i szczerbinki)
- zredukowanie zjawiska paralaksy w stosunku do celowników optycznych;
- minimalne ograniczenie pola widzenia
- możliwość strzelania przy złym oświetleniu.

Wadą celownika kolimatorowego jest konieczność zasilania energią elektryczną (najczęściej stosuje się baterie elektryczne, często uzupełniane energią słoneczną zbieraną przez światłowód) lub podświetlanie trytem.